# Lijst van spelers van CF Monterrey
Deze lijst omvat voetballers die bij de Mexicaanse voetbalclub CF Monterrey spelen of gespeeld hebben. De spelers zijn alfabetisch gerangschikt.

## A
- Sebastián Abreu
- José Abundis
- Carlos Acosta
- César Adame
- Daniel Aguirre
- Carlos Alanís
- Alex Fernandes
- Arturo Alvarado
- Edson Alvarado
- Roberto Andrade
- Juan Arango
- Othoniel Arce
- Jesús Arellano
- Omar Arellano
- Egidio Arévalo
- Alejandro Arredondo
- Francisco Avilán
- Omar Avilán
- Marcos Ayala
- Walter Ayoví
- Juan Azuara

## B
- Emilio Baldonedo
- Felipe Baloy
- Tomás Banda
- Santiago Baños
- Francisco Barba
- Juan Baron
- Rodrigo Barragán
- José Basanta
- Hector Becerra
- Alejandro Berber
- Marcelino Bernal
- Jared Borgetti

## C
- Jorge Caballero
- Julio Cantú
- Mariano Caporale
- Neri Cardozo
- Alberto Cardaccio
- Careca
- Carlos Junior
- Abraham Carreño
- Carlos Casartelli
- Hugo Castillo
- Héctor Castro
- Marcelo Cazaubon
- Mauro Cejas
- Diego Cervantes
- Dárvin Chávez
- Paulo Chávez
- Raul Chavez
- Gonzalo Choy
- Claudinho
- Jésus Corona
- Gregorio Cortes
- Francisco Cruz

## D
- Danilo Sacramento
- Jesús Dautt
- Oscar Dautt
- Duilio Davino
- César de la Peña
- Carlos de los Cobos
- Aldo de Nigris
- Antonio de Nigris
- Héctor del Ángel
- Rodolfo del Real
- César Delgado
- Cristian Domizzi

## E
- Edson Zwaricz
- Emerson Pereira
- Walter Erviti
- Gastón Erviti
- Giovanny Espinoza
- Misael Espinoza
- Julio Estrada
- Eusébio

## F
- Gastón Fernández
- Ricardo Ferretti
- Flavio Rogerio
- Gerardo Flores
- Guillermo Franco

## G
- Gerardo Galindo
- Daniel Galván
- Alejandro García
- Ángel García
- Jair García
- Oscar Garciía
- Omar Gómez
- Aníbal González
- Antonio Gonzalez
- Carlos González
- José Joel González
- Juan Gonzalez
- Marcelo Gracia
- Leandro Gracián
- Mario Grana
- Eduardo Guevara
- Fabían Guevara
- Raul Gutierrez Aldaco

## H
- Carlos Hermosillo
- Alfredo Hernández
- Bernardo Hernandez
- Joaquín Hernández
- José Juan Hernández
- Alejandro Hisis
- Elliott Huitrón

## I
- Fernando Ibarra
- Juan de Dios Ibarra
- Pierre Ibarra
- Ignacio Ithurralde

## J
- Salvador Jaso
- Mario Jáuregui
- José Jiménez
- Porfirio Jimenez
- Dante Juárez

## L
- Manuel Lapuente
- Cristian Ledesma
- Roger Llergo
- Héctor López
- Leobardo López
- Luis López
- Lucas Silva

## M
- Guillermo Madrigal
- Germán Martellotto
- Brayan Martínez
- César Martínez
- Christian Martínez
- Diego Martínez
- Osvaldo Martínez
- Ricardo Martinez
- Ricardo Martínez
- Oscar Mascorro
- Juan Carlos Medina
- Hugo Meléndez
- Mario Méndez
- Jesús Mendoza
- Severo Meza
- Hiram Mier
- Eber Moas
- Alejandro Molina
- Luis Montoya
- Héctor Morales
- Heriberto Morales
- Joel Morales
- Ramón Morales
- Gerardo Moreno
- Eduardo Moses
- Luis Mosquera
- Lisandro Moyano
- Victor Müller
- Guillermo Munoz

## N
- Abraham Nava
- Reinaldo Navia
- Manuel Negrete
- José Noriega
- João Batista Nunes

## O
- Carlos Ochoa
- Diego Ordaz
- Jonathan Orozco
- Teodoro Orozco
- Omar Ortiz
- Ricardo Osorio
- Daniel Osorno
- Clemente Ovalle

## P
- Paco Luna
- William Paredes
- David Patiño
- Paulo Pereira
- Fabián Peña
- Oribe Peralta
- Luis Ernesto Pérez
- Manuel Pérez
- Sergio Pérez
- Sergio Pérez
- Hugo Pineda
- Julio Pinheiro
- Marvin Piñón

## R
- Diego Ramírez
- Miguel Ramírez
- José Recio
- Ángel Reyna
- Guillermo Rivarola
- Santiago Rivera
- Robert
- Pedro Rocha
- Hugo Rodallega
- Alberto Rodríguez Barrera
- Ernesto Rodríguez
- Ismael Rodríguez
- Jose Rodriguez
- Luis Rodríguez
- Luis Rodríguez
- Guillermo Rojas
- Daniel Román
- Francisco Romero
- Pablo Rotchen
- Even Rubio
- Irving Rubirosa
- Francisco Rueda
- Hiber Ruiz
- Rubén Ruiz Díaz

## S
- Raúl Salazar
- Eusebio Salcedo
- Saul Salcedo
- Luis Salvador
- Carlos Sánchez
- Ignacio Sánchez Hierro
- Luis Alonso Sandoval
- Nélson Sanhueza
- Sergio Santana
- Victor Santibañez
- Jorge Santillana
- Roberto Saporiti
- Paulo Serafín
- Ernesto Serrato
- Manuel Sol
- Edgar Solano
- Edgar Solís
- Francisco Solis
- Alfonso Sosa
- David Stringel
- Hashim Suárez
- Humberto Suazo

## V
- Val Baiano
- Luis Valdéz
- Octavio Valdez
- Guillermo Vázquez
- Veiga
- Carlos Vela

## Y
- Julio Yegros

## Z
- Carlos Zamora
- Ángel Zapata
- Rolando Zárate
- Jesús Zavala
- Zinha